# Vulpes vulpes crucigera
El zorro rojo europeo (Vulpes vulpes crucigera) es una subespecie de  mamíferos carnívoros  de la familia Canidae.

## Descripción

### Dimensiones
Se trata de una subespecie ligeramente mayor que el tamaño promedio de la especie, pero aún ligeramente menor que V. v. vulpes.  Alcanzan una longitud promedio de unos sesenta centímetros y una altura a la cruz de hasta cuarenta centímetros. Existe una diferencia de tamaño entre machos y hembras: los machos miden entre 62 y 72 cm de largo y pesan un promedio de 6,7 kg, mientras que las hembras alcanzan unos 61 cm y pesan 5,4 kg. La cola, larga y tupida, mide entre 34 y 41 cm.
El cráneo mide unos 15 cm de largo y 8,2 cm de ancho. Presenta una dentición típica de cánido, con un total de 42 dientes, aunque sus premolares están más espaciados y sus dientes son ligeramente más pequeños que los de V. v. vulpes. Su cariotipo está compuesto por 34 cromosomas.

### Disposición del pelaje

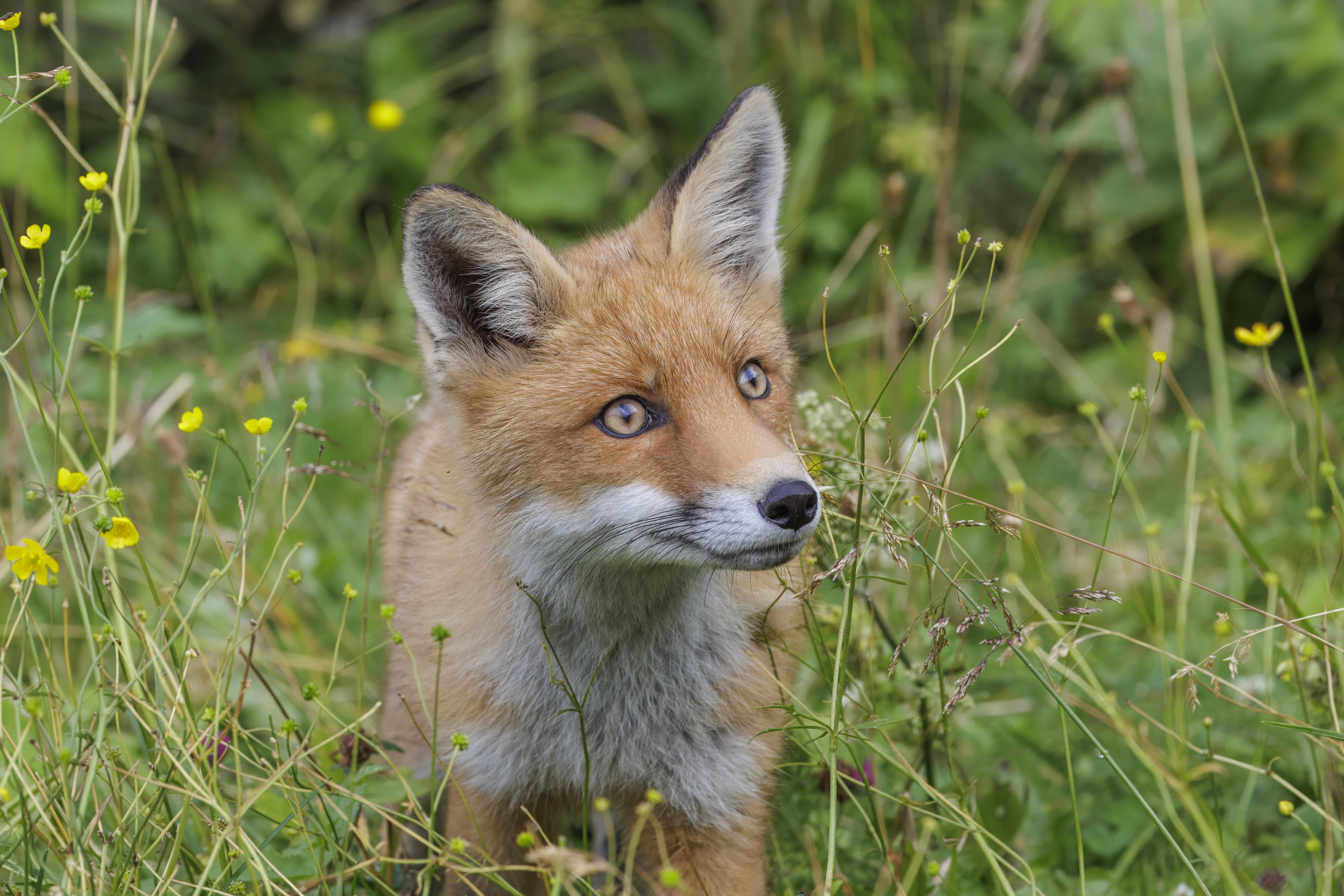
Zorro rojo europeo en Eslovaquia

El pelaje es generalmente de color marrón rojizo o amarillento, aunque existe una variación significativa entre individuos. El dorso suele ser más oscuro, con tonos que van del marrón al rojo intenso, mientras que los lados del cuello y la región posterior a los hombros son más claros. A diferencia de otras subespecies, la parte posterior del dorso carece de marcas blanquecinas, aunque algunos ejemplares pueden presentar una ligera capa blanca en la parte posterior del cuerpo.
El vientre es de color gris opaco con reflejos blancos. Este pelo blanco continúa por el pecho, pasando por la garganta y llegando hasta el labio superior. El hocico es delgado y puntiagudo. Las orejas, relativamente grandes, son puntiagudas y erguidas, con la superficie exterior negra y la interior generalmente blanca. Las extremidades suelen ser de color más oscuro, aunque esta coloración puede ser más o menos pronunciada según el individuo. La cola, larga y tupida, generalmente termina en una punta blanca.

## Distribución geográfica
Se encuentra en toda Europa a excepción de la península ibérica y Escandinavia.